# Malin Morgan
Malin Morgan, tidigare Larsson, född 2 december 1970 i Kristinehamn, är en svensk skådespelare.

## Biografi
Morgan utexaminerades från Scenskolan i Göteborg 1998. Hon har bland annat medverkat i teaterpjäserna Ta stryk av Thorsten Flinck 1994 och spelat Julie i Teater Giljotins uppsättning av Fröken Julie 2009. Hon långfilmsdebuterade i Syndare i sommarsol från 2001 och har sedan bland annat spelat i Smala Sussie från 2003. I TV-seriesammanhang har hon figurerat i exempelvis Stackars Tom från 2002, Upp till kamp från 2007 och Oskyldigt dömd från 2008.
Hon har en dotter tillsammans med skådespelaren Ola Rapace.

## Filmografi
- 1991 – Fångarnas kör (skolfilm)
- 2001 – Syndare i sommarsol
- 2002 – Livet i 8 bitar
- 2002 – Beck - Enslingen
- 2002 – Stackars Tom (TV-serie)
- 2003 – Talismanen (TV-serie)
- 2003 – Smala Sussie
- 2004 – Välkomna tillbaks
- 2005 – Tjenare kungen
- 2005 – Kvalster (TV-serie)
- 2006 – Snapphanar (TV-serie)
- 2007 – Leende guldbruna ögon (TV-serie)
- 2007 – Isprinsessan (TV-film)
- 2007 – Predikanten (TV-film)
- 2008 – Häxdansen (TV-serie)
- 2008 – Oskyldigt dömd (TV-serie)
- 2009 – 183 dagar (TV-serie)
- 2009 – Livvagterne (Dansk TV-serie)
- 2010 – Kommissarien och havet - Ett liv utan lögner (TV-serie)
- 2011 – En enkel till Antibes
- 2012 – Isdraken
- 2013 – Johan Falk: Kodnamn Lisa
- 2014 – Viva Hate (TV-serie)
- 2020 – Bäckström (TV-serie)

## Teater

### Roller (ej komplett)
| År   | Roll | Produktion                                                                     | Regi           | Teater                |
| ---- | ---- | ------------------------------------------------------------------------------ | -------------- | --------------------- |
| 2010 |      | Negerns och hundarnas kamp (Combat de nègre et de chiens) Bernard-Marie Koltès | Sunil Munshi   | Teater Giljotin       |
| 2012 |      | Fucking måsen (Чайка, Chajka) Anton Tjechov                                    | Sunil Munshi   | Uppsala stadsteater   |
| 2018 |      | En vintersaga (The Winter's Tale) William Shakespeare                          | Dennis Sandin  | Folkteatern, Göteborg |
| 2025 |      | Kung Ubu (Ubu Roi) Alfred Jarry                                                | Malin Stenberg | Göteborgs stadsteater |